# Miloš Bajalica
Miloš Bajalica (ur. 15 grudnia 1981) – serbski piłkarz występujący na pozycji obrońcy.

## Kariera klubowa
Od 2000 roku występował w klubach Kneževac, OFK Beograd, Njegoš Lovćenac, Crvena zvezda, Nagoya Grampus, Henan Construction, Shaanxi Chanba, Kyoto Sanga FC i Radnički Kovači.